# Canton de Saint-Pierre-le-Moûtier
Pour les articles homonymes, voir Canton de Saint-Pierre (homonymie).
Le canton de Saint-Pierre-le-Moûtier est une circonscription électorale française située dans le département de la Nièvre et la région Bourgogne-Franche-Comté.

## Géographie
Ce canton est organisé autour de Saint-Pierre-le-Moûtier dans l'arrondissement de Nevers. Son altitude varie de 173 m (Chevenon) à 267 m (Neuville-lès-Decize).

## Histoire
Par décret du 18 février 2014, le nombre de cantons du département est divisé par deux, avec mise en application aux élections départementales de mars 2015. Le canton de Saint-Pierre-le-Moûtier est conservé et s'agrandit. Il passe de 8 à 17 communes.

## Représentation

### Conseillers généraux de 1833 à 2015
| Période | Période          | Identité                     | Étiquette                         | Qualité                                                                             |
| ------- | ---------------- | ---------------------------- | --------------------------------- | ----------------------------------------------------------------------------------- |
| 1833    | 1836             | M. Subert                    |                                   | Marchand de bois à Paris                                                            |
| 1836    | 1845             | Charles Robert               |                                   | Vice-Président du Tribunal de Nevers                                                |
| 1845    | 1848             | Frédéric Girerd (1801-1859)  | Républicain modéré                | Juge suppléant, avocat à Nevers Député (1848-1849)                                  |
| 1848    | 1852             | Charles André Rat            |                                   | Propriétaire à Saint-Pierre-le-Moûtier                                              |
| 1852    | 1870             | Étienne Edmond Massin        |                                   | Juge de paix à Saint-Pierre-le-Moûtier                                              |
| 1870    | 1871 (démission) | Jean Placide Turigny         | Républicain                       | Médecin à Mehun-sur-Yèvre Elu en 1871 dans le Canton de Nevers                      |
| 1871    | 1881 (démission) | Hector Chomet                | Socialiste                        | Médecin à Saint-Pierre-le-Moûtier                                                   |
| 1881    | 1901             | Jean Placide Turigny         | Rad. puis Socialiste Nationaliste | Docteur en médecine Député (1876-1905) Maire de Chantenay                           |
| 1901    | 1940             | Émile Chomet (fils d'Hector) | Rad.                              | Agriculteur-éleveur Maire de Saint-Pierre-le-Moûtier Sénateur (1920-1924)           |
|         |                  |                              |                                   |                                                                                     |
| 1945    | 1970             | Louis Bouiller               | Rad.                              | Maire de Saint-Pierre-le-Moûtier, ancien conseiller d'arrondissement                |
| 1970    | 1976             | Léon Aubois                  | SFIO puis PS                      | Propriétaire à Chantenay                                                            |
| 1976    | 1994             | Guy Journiac                 | DVD                               | Docteur en médecine Maire de Saint-Pierre-le-Moûtier                                |
| 1994    | 2001             | Michel Derouet               | PS                                | Chef équipementier dans l'automobile Maire de Saint-Parize-le-Châtel de 1990 à 2008 |
| 2001    | 2015             | Christian Barle              | DVD                               | Vétérinaire Maire de Livry (2001-2020)                                              |

### Conseillers d'arrondissement (de 1833 à 1940)
| Période                                  | Période          | Identité                                       | Étiquette       | Qualité |
| ---------------------------------------- | ---------------- | ---------------------------------------------- | --------------- | --- |
| 1833                                     | 1842             | M. Prisye de Limoux                            |                 | Propriétaire à Saint-Parize-le-Châtel                                                                       |
| 1842                                     | 1845             | Vicomte Ernest de Chabrol-Chaméane (1803-1899) |                 | Propriétaire à Saint-Pierre-le-Moûtier                                                                      |
| 1845                                     | 1848             | Jean Antoine Mouzat (1807-1886)                |                 | Médecin à Saint-Pierre-le-Moûtier                                                                           |
|                                          |                  |                                                |                 | |
| 1880                                     | 1890 (démission) | Louis Mombrun                                  | Républicain     | Propriétaire à Chantenay                                                                                    |
| 1890                                     | 1898             | Émile Alaguillaume                             | Révisionniste   | Viticulteur à Saint-Pierre-le-Moûtier                                                                       |
| 1898                                     | 1919             | Simon Pougaud (1851-1929)                      | Socialiste SFIO | Négociant, adjoint au maire de Chantenay                                                                    |
|                                          |                  |                                                |                 | |
| 1934                                     | 1936 (décès)     | Jean Aubois                                    | Radical         | Propriétaire à Chantenay                                                                                    |
| 1936                                     | 1940             | Louis Bouiller                                 | Radical         | Maire de Saint-Pierre-le-Moûtier                                                                            |
| 1940                                     |                  |                                                |                 | Les conseils d'arrondissement ont été suspendus par la loi du 12 octobre 1940 et n'ont jamais été réactivés |
| Les données manquantes sont à compléter. |                  |                                                |                 | |

### Conseillers départementaux à partir de 2015
| Période élective | Période élective | Mandat | Mandat   | Identité                   | Nuance | Nuance | Qualité |
| ---------------- | ---------------- | ------ | -------- | -------------------------- | ------ | ------ | --- |
| 2015             | 2021             | 2015   | 2021     | Guy Hourcabie              |        | DVG    | Ancien agriculteur propriétaire-exploitant Maire de Toury-Lurcy (depuis 2008) Ancien conseiller général du Canton de Dornes (1994-2015) |
| 2015             | 2021             | 2015   | 2021     | Vanessa Louis-Sidney       |        | DVG    | Consultante Adjointe au maire de Langeron (jusqu'en 2020) 3° Vice-Présidente (Attractivité, tourisme et communication)                  |
| 2021             | 2028             | 2021   | en cours | Marie France de Riberolles |        | DVD    | Adjointe au maire de Saint-Parize-le-Châtel                                                                                             |
| 2021             | 2028             | 2021   | en cours | David Verron               |        | HOR    | Fonctionnaire, maire de Langeron, membre d'Horizons                                                                                     |

### Résultats détaillés

#### Élections de mars 2015
À l'issue du 1er tour des élections départementales de 2015, trois binômes sont en ballottage : Christian Barle et Nicole Robert (DVD, 28,01 %), Guy Hourcabie et Vanessa Louis-Sidney (DVG, 25,75 %) et Claude Lassarre et Claude Roy (FN, 24,66 %). Le taux de participation est de 52,71 % (4 012 votants sur 7 611 inscrits) contre 53,03 % au niveau départemental et 50,17 % au niveau national.
Au second tour, Guy Hourcabie et Vanessa Louis-Sidney (DVG) sont élus avec 38,43 % des suffrages exprimés et un taux de participation de 56,01 % (1 561 voix pour 4 262 votants et 7 610 inscrits).

#### Élections de juin 2021
Le premier tour des élections départementales de 2021 est marqué par un très faible taux de participation (33,26 % au niveau national). Dans le canton de Saint-Pierre-le-Moûtier, ce taux de participation est de 32,47 % (2 418 votants sur 7 446 inscrits) contre 34,28 % au niveau départemental. À l'issue de ce premier tour, deux binômes sont en ballottage : Marie France de Riberolles et David Verron (DVD, 34,51 %) et Jocelyne Chauré et Jean-Luc Gauthier (DVG, 24,5 %).
Le second tour des élections est marqué une nouvelle fois par une abstention massive équivalente au premier tour. Les taux de participation sont de 34,36 % au niveau national, 37,18 % dans le département et 35,45 % dans le canton de Saint-Pierre-le-Moûtier. Marie France de Riberolles et David Verron (DVD) sont élus avec 54,62 % des suffrages exprimés (1 300 voix pour 2 640 votants et 7 448 inscrits),,. 

## Composition

### Composition avant 2015
Le canton de Saint-Pierre-le-Moûtier regroupait 8 communes.
| Nom                                 | Code Insee | Codepostal | Superficie (km2) | Population (dernière pop. légale) | Densité (hab./km2) |
| ----------------------------------- | ---------- | ---------- | ---------------- | --------------------------------- | ------------------ |
| Saint-Pierre-le-Moûtier (chef-lieu) | 58264      | 58240      | 47,67            | 2 030 (2012)                      | 43                 |
| Azy-le-Vif                          | 58021      | 58240      | 46,90            | 221 (2012)                        | 4,7                |
| Chantenay-Saint-Imbert              | 58057      | 58240      | 41,69            | 1 248 (2012)                      | 30                 |
| Langeron                            | 58138      | 58240      | 20,26            | 402 (2012)                        | 20                 |
| Livry                               | 58144      | 58240      | 27,62            | 685 (2012)                        | 25                 |
| Luthenay-Uxeloup                    | 58148      | 58240      | 37,69            | 620 (2012)                        | 16                 |
| Mars-sur-Allier                     | 58158      | 58240      | 20,93            | 287 (2012)                        | 14                 |
| Saint-Parize-le-Châtel              | 58260      | 58490      | 49,11            | 1 291 (2012)                      | 26                 |

### Composition depuis 2015
Le canton est désormais composé de 17 communes.
| Nom                                             | Code Insee | Intercommunalité            | Superficie (km2) | Population (dernière pop. légale) | Densité (hab./km2) | Modifier                                    |
| ----------------------------------------------- | ---------- | --------------------------- | ---------------- | --------------------------------- | ------------------ | ------------------------------------------- |
| Saint-Pierre-le-Moûtier (bureau centralisateur) | 58264      | CC du Nivernais Bourbonnais | 47,67            | 1 828 (2022)                      | 38                 | modifier les données · modifier les données |
| Avril-sur-Loire                                 | 58020      | CC Sud Nivernais            | 24,86            | 247 (2022)                        | 9,9                | modifier les données · modifier les données |
| Azy-le-Vif                                      | 58021      | CC du Nivernais Bourbonnais | 46,90            | 195 (2022)                        | 4,2                | modifier les données · modifier les données |
| Chantenay-Saint-Imbert                          | 58057      | CC du Nivernais Bourbonnais | 41,69            | 1 090 (2022)                      | 26                 | modifier les données · modifier les données |
| Chevenon                                        | 58072      | CC Loire et Allier          | 32,94            | 632 (2022)                        | 19                 | modifier les données · modifier les données |
| Dornes                                          | 58104      | CA Moulins Communauté       | 39,49            | 1 458 (2022)                      | 37                 | modifier les données · modifier les données |
| Fleury-sur-Loire                                | 58115      | CC Sud Nivernais            | 19,74            | 228 (2022)                        | 12                 | modifier les données · modifier les données |
| Langeron                                        | 58138      | CC du Nivernais Bourbonnais | 20,26            | 343 (2022)                        | 17                 | modifier les données · modifier les données |
| Livry                                           | 58144      | CC du Nivernais Bourbonnais | 27,62            | 646 (2022)                        | 23                 | modifier les données · modifier les données |
| Luthenay-Uxeloup                                | 58148      | CC du Nivernais Bourbonnais | 37,69            | 607 (2022)                        | 16                 | modifier les données · modifier les données |
| Mars-sur-Allier                                 | 58158      | CC Loire et Allier          | 20,93            | 300 (2022)                        | 14                 | modifier les données · modifier les données |
| Neuville-lès-Decize                             | 58192      | CC du Nivernais Bourbonnais | 26,74            | 211 (2022)                        | 7,9                | modifier les données · modifier les données |
| Saint-Parize-en-Viry                            | 58259      | CA Moulins Communauté       | 15,51            | 139 (2022)                        | 9,0                | modifier les données · modifier les données |
| Saint-Parize-le-Châtel                          | 58260      | CC Loire et Allier          | 49,11            | 1 216 (2022)                      | 25                 | modifier les données · modifier les données |
| Toury-Lurcy                                     | 58293      | CC Sud Nivernais            | 25,54            | 406 (2022)                        | 16                 | modifier les données · modifier les données |
| Toury-sur-Jour                                  | 58294      | CC du Nivernais Bourbonnais | 24,40            | 124 (2022)                        | 5,1                | modifier les données · modifier les données |
| Tresnay                                         | 58296      | CC du Nivernais Bourbonnais | 18,15            | 132 (2022)                        | 7,3                | modifier les données · modifier les données |
| Canton de Saint-Pierre-le-Moûtier               | 5816       |                             | 519,24           | 9 802 (2022)                      | 19                 | modifier les données                        |

## Démographie

### Démographie avant 2015
| 1962  | 1968  | 1975  | 1982  | 1990  | 1999  | 2006  | 2011  | 2012  |
| ----- | ----- | ----- | ----- | ----- | ----- | ----- | ----- | ----- |
| 7 373 | 7 149 | 6 732 | 6 355 | 6 409 | 6 487 | 6 689 | 6 759 | 6 784 |

### Démographie depuis 2015
En 2022, le canton comptait 9 802 habitants, en évolution de −4,5 % par rapport à 2016 (Nièvre : −3,28 %, France hors Mayotte : +2,11 %).
| 2013   | 2018   | 2022  |
| ------ | ------ | ----- |
| 10 401 | 10 126 | 9 802 |